# 永遠のジャンゴ
『永遠のジャンゴ』（えいえんのジャンゴ、原題：Django）は、2017年のフランスの伝記映画。
監督はエチエンヌ・コマール、出演はレダ・カテブとセシル・ドゥ・フランスなど。
第二次世界大戦中、ナチス支配下のフランスを舞台に、マヌーシュ出身の天才ギタリスト、ジャンゴ・ラインハルトの知られざる戦時秘話を描いた伝記ドラマ。第67回ベルリン国際映画祭オープニング上映作品。

## キャスト

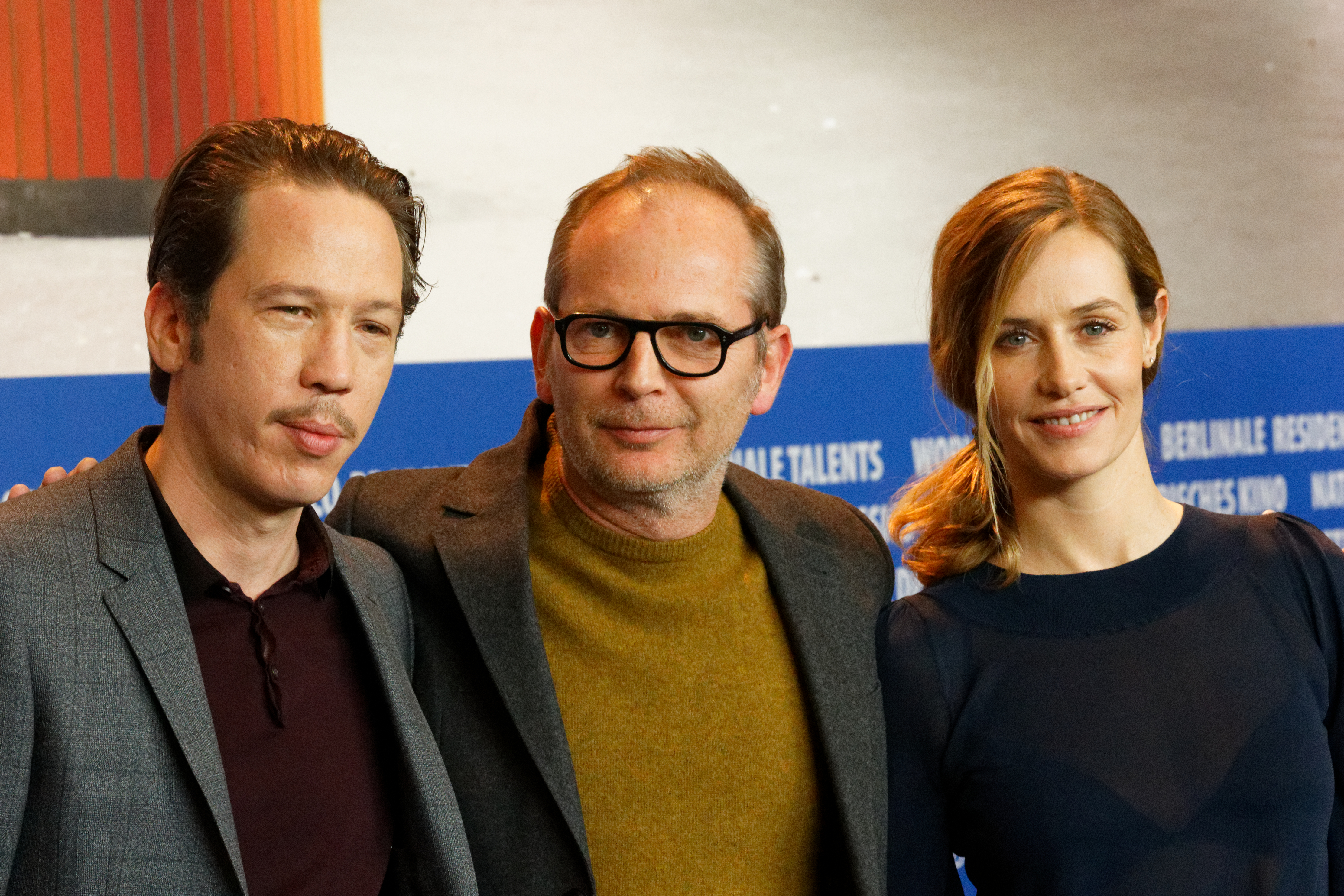
2017年の第67回ベルリン国際映画祭にて。左からレダ・カテブ、エチエンヌ・コマール監督、セシル・ドゥ・フランス。

- ジャンゴ・ラインハルト: レダ・カテブ - マヌーシュの天才ギタリスト。
- ルイーズ・ドゥ・クラーク: セシル・ドゥ・フランス - モンパルナスの夜の女王。ジャンゴの恋人。
- ナギーヌ・ラインハルト: ベアタ・パーリャ - ジャンゴの妻。妊娠中。
- ネゴロス・ラインハルト: ビンバム・メルシュタイン - ジャンゴの母。
- ラ・プリュム: ガブリエル・ミレテ - クラリネット奏者。
- ジョゼフ・ラインハルト: ジョニー・モントレイユ - ジャンゴの弟。ギタリスト。
- タムタム: ヴァンサン・フラド - ドラマー。
- STO（英語版）の医師: グザヴィエ・ボーヴォワ
- シャルル・ドロネー（フランス語版）: パトリック・ミル（フランス語版） - ジャンゴのマネージャ。
- ハンス: アレックス・ブレンデミュール - ナチス・ドイツの士官。ルイーズの愛人。